# Jeremy Ruckert
Jeremy Ruckert (Lindenhurst, New York, 11 de agosto de 2000) es un jugador profesional estadounidense de fútbol americano, se desempeña en la posición de tight end en New York Jets, en la National Football League (NFL).

## Carrera
Fue seleccionado en la tercera ronda en la Reunión Anual de Selección de Jugadores de la NFL de 2022. Hizo su debut profesional con el equipo New York Jets, donde lleva jugando dos temporadas.